# Radical Statistics
Le groupe Radical Statistics, aussi connu sous le nom de « Radstats », est un groupe de statisticiens, basé en Grande-Bretagne, qui a été lancé en 1975 à la suite de la création de la British Society for Social Responsibility in Science (en) (BSSRS).

## Objectifs
La lettre de mission sur le site de RadStats indique :
Nous croyons que les statistiques peuvent être utilisées pour appuyer des campagnes radicales pour un changement social progressiste. Les statistiques devraient informer, pas piloter les politiques. Les problèmes sociaux ne doivent pas être dissimulés par le langage  technique.
Radstats publie régulièrement une revue qui comprend des contributions émanant d'universitaires britanniques, dont Peter Townsend (en) et Danny Dorling (en).

## Histoire
Les chercheurs et les statisticiens qui ont lancé Radstats partageaient un souci commun concernant les implications politiques de leur travail et une prise de conscience de la mauvaise utilisation  réelle et potentielle des statistiques.
Sa revue compte des publications remontant à 1975.

## Activités
Radstats a eu des groupes de travail sur l'étude des populations, l'éducation, la santé, les armes nucléaires, la "race", et les indicateurs sociaux. Actuellement, seul le groupe de travail sur l'étude des populations est actif. Il a commencé ses activités en 2010, en lançant une enquête dans les débats sur la population et l'environnement qui postule une "population optimale".
Le groupe a une liste de diffusion, est bien intégré au sein de la Royal Statistical Society, et publie régulièrement une lettre d'information/journal. Son assemblée générale annuelle et sa conférence annuelle constituent généralement deux journées consacrées au social et aux affaires, en février. La conférence de 2011 portait sur le thème des coupes et des sociétés. En 2010, le blog de Radical Statistics s'est focalisé sur les rapports partout dans le monde sur les coupes dans les financements publics des statistiques.